# 野村吉三郎 (経営者)
野村 吉三郎（のむら きちさぶろう、1934年（昭和9年）6月10日 - ）は、日本の経営者。元全日本空輸社長・会長。大分県出身。

## 略歴
- 1959年（昭和34年）4月 早稲田大学第一法学部卒業後、全日本空輸入社[4]。
  - 以降、整備本部東京整備工場管理室長、人事部次長、同部長等を歴任する[4]。
- 1983年（昭和58年）6月 取締役人事部長[4]。
- 1991年（平成3年）6月 常務取締役[4]。
- 1993年（平成5年）6月 専務取締役[4]。
- 1997年（平成9年）6月 取締役社長[4]。
- 2001年（平成13年）4月 取締役会長[5]。
- 2004年（平成16年）6月 東京電力監査役。
- 2005年（平成17年）
  - 4月 全日本空輸最高顧問。
  - 6月 三菱重工業監査役。